# Džida (città)
Džida (in russo Джида?) è un insediamento di tipo urbano della Russia, situato nella Repubblica di Buriazia.